# LZ 6

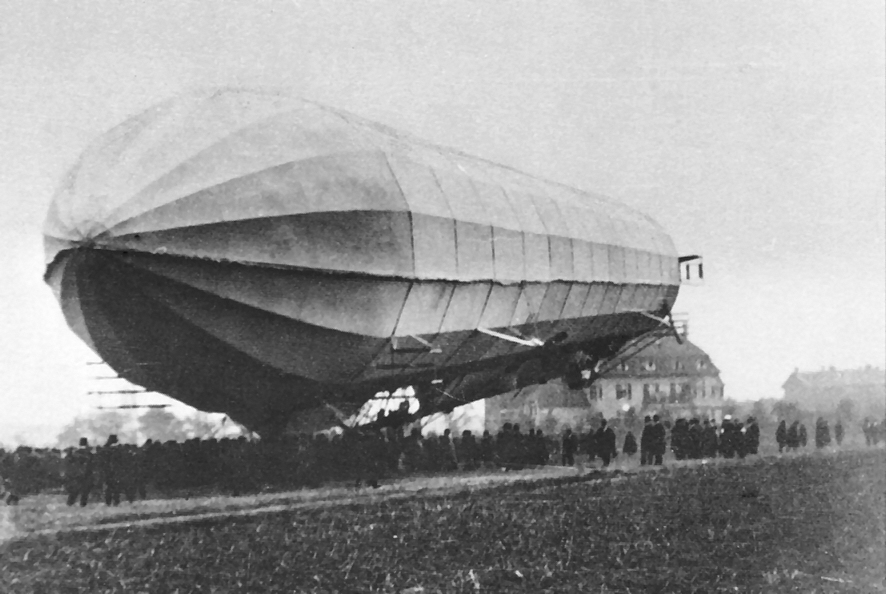
De LZ 6 op 25 september 1909 in Essen

De LZ 6 was een experimenteel Duits luchtschip, ontworpen door Graaf Zeppelin. Het maakte op 25 augustus 1909 de eerste vlucht. Het werd voortbewogen door twee Daimler verbrandingsmotoren van elk 115 pk. Het was de eerste zeppelin met draadloze communicatie. 
Het idee was het te verkopen aan het leger, maar werd uiteindelijk vergroot en geschikt gemaakt voor het vervoeren van passagiers. Het werd voorzien van een derde motor, een Maybach-motor van 180 pk, Type AZ. Het luchtschip werd verkocht aan dochteronderneming DELAG, de ‘Deutsche Luftschiffahrt Aktien Gesellschaft’. Het maakte bijna dagelijks succesvolle vluchten tussen eind augustus en half september 1910. 
Het ging echter verloren bij een brand bij onderhoud in de hangar in Oos, Baden-Baden, op 14 september 1910. Goed verzekerd, wat voor DELAG alsnog de afbouw van de LZ 8 Deutschland II mogelijk maakte.